# Nombre oblong

12 balles disposées en rectangle 3x4

En arithmétique géométrique, un nombre oblong, ou nombre pronique ou nombre hétéromécique, est le produit de deux entiers naturels consécutifs, c’est-à-dire, n(n + 1).
Le n-ième nombre oblong est donc le double du n-ième nombre triangulaire.
Les vingt premiers nombres oblongs sont : 0, 2, 6, 12, 20, 30, 42, 56, 72, 90, 110, 132, 156, 182, 210, 240, 272, 306, 342 et 380 (suite A002378 de l'OEIS).

## Propriétés
Le n-ième nombre oblong n2 + n est aussi la somme des n premiers entiers strictement positifs pairs, et la différence entre (2n – 1)2 et le n-ième nombre hexagonal centré.
Tout nombre oblong est pair donc le seul nombre premier oblong est 2. C'est aussi le seul nombre oblong dans la suite de Fibonacci (à part F0 = 0) et dans celle des nombres de Lucas.
Deux entiers consécutifs sont premiers entre eux. Par conséquent, le nombre oblong n(n + 1) est sans carré si et seulement si n et n + 1 le sont, et son nombre de diviseurs premiers distincts est la somme de ceux de n et n + 1.
La somme des n premiers nombres oblongs, S(n) = 1.2 + 2.3 + 3.4 +...+ n(n + 1), vaut S(n) = n(n + 1)(n + 2)/3. Cette propriété peut être généralisée à des proniques du type n(n + 1)(n + 2) : voir « Calcul ombral ».